# Edwin Duerr
Edwin Duerr (wym. [ˈɛdwən dʊr]; ur. 21 lutego 1904, zm. 12 sierpnia 1985 w Downey) – amerykański dyrektor teatralny i radiowy. W latach 1930–1941 pełnił funkcję dyrektora Little Theater na Uniwersytecie Kalifornijskim w Berkeley, gdzie odkrył talent przyszłych aktorów – Glorii Stuart i Gregory’ego Pecka. Duerr jest również autorem książek Radio and Television Acting: Criticism, Theory and Practice (1950) i The Length and Depth of Acting (1962).
Od 1 września 1964 do 30 czerwca 1974, kiedy to przeszedł na emeryturę, Duerr pełnił funkcję profesora teatru na California State University w Fullerton. W maju 1968 wyreżyserował sztukę Biedermann i podpalacze, będącą autorstwa Maksa Frischa. Zmarł we śnie 12 sierpnia 1985 w Downey w stanie Kalifornia.